# Jogador do Ano da IHF de 2003
O IHF World Player of the Year de 2003 foi a 13ª premiação de Melhor Jogador de Handball do ano realizada pela Federação Internacional de Handebol.
Foi a primeira vez que o público pode participar da votação. Foi, também, a primeira vez que o Brasil teve um atleta indicado para este prêmio.

## Indicados
Para chegar aos dez nomes da lista, a IHF considerou a regularidade nas quadras e a forma como os jogadores divulgam o handebol fora delas.
| - Alberto Entrerríos - Bruno Souza - Christian Schwarzer - Eric Gull - Hussein Zaky - Ivano Balić - Laszlo Nagy - Olafur Stefansson - Patrick Cazal - Peter Gentzel | - Bojana Petrović - Bojana Radulovics - Elodie Mambo - Grit Jurack - Montserrat Puche Diaz - Kristine Lunde - Line Daugaard - Olena Tsygitsa - Sun-Hee Woo - Tanja Logvin - Tanja Oder - Valérie Nicolas |

## Resultado
| Posição | Atleta        | % Votos | Ref         |
| ------- | ------------- | ------- | ----------- |
| 1.      | Ivano Balić   | 55,08   | [ 2 ] [ 3 ] |
| 2.      | Peter Gentzel | 29,49   | [ 2 ] [ 3 ] |
| 3.      | Bruno Souza   | 5,48    | [ 2 ] [ 4 ] |
| 4.      | Eric Gull     | 2,60    | [ 2 ]       |
| 5.      | Laszlo Nagy   | 1,73    | [ 2 ]       |

| Posição | Atleta                | % Votos | Ref.  |
| ------- | --------------------- | ------- | ----- |
| 1.      | Bojana Radulovic      | 58,57   | [ 2 ] |
| 2.      | Montserrat Puche Diaz | 21,55   | [ 2 ] |
| 3.      | Valérie Nicolas       | 5,77    | [ 2 ] |
| 4.      | Bojana Petrović       | 4.16    | [ 2 ] |
| 5.      | Line Daugaard         | 2,74    | [ 2 ] |

### Vencedores
Foi a primeira vez que um croata venceu a eleição. E a segunda vez que Bojana Radulovic venceu o prêmio, tornando-se assim a atleta feminina mais laureada.
| Categoria | Jogador          | Nacionalidade | Clube          |
| --------- | ---------------- | ------------- | -------------- |
| Masculino | Ivano Balić      | Croácia       | RK Metković    |
| Feminino  | Bojana Radulovic | Hungria       | Dunaújváros FC |